# Olympische Sommerspiele 2000/Teilnehmer (Belgien)
| Gelbes Symbol für Goldmedaillen mit stilisierten Olympischen Ringen | Graues Symbol für Silbermedaillen mit stilisierten Olympischen Ringen | Braundes Symbol für Bronzemedaillen mit stilisierten Olympischen Ringen |
| ------------------------------------------------------------------- | --------------------------------------------------------------------- | ----------------------------------------------------------------------- |
| —                                                                   | 2                                                                     | 3                                                                       |

Belgien nahm an den Olympischen Sommerspielen 2000 in der australischen Metropole Sydney mit 68 Athleten, 32 Frauen und 36 Männern, in 16 Sportarten teil.
Seit 1900 war es die zwanzigste Teilnahme des westeuropäischen Staates an Olympischen Sommerspielen.

## Flaggenträger
Die Judoka Ulla Werbrouck trug die Flagge Belgiens während der Eröffnungsfeier im Stadium australia.

## Medaillengewinner
Mit zwei gewonnenen Silber- und drei Bronzemedaillen belegte das belgische Team Platz 55 im Medaillenspiegel.

### Silber
| Name/n                             | Sportart | Wettkampf       |
| ---------------------------------- | -------- | --------------- |
| Filip Meirhaeghe                   | Radsport | Herren, Madison |
| Etienne De Wilde & Matthew Gilmore | Radsport | Herren, Madison |

### Bronze
| Name/n                            | Sportart | Wettkampf                 |
| --------------------------------- | -------- | ------------------------- |
| Ann Simons                        | Judo     | Damen, Ultraleichtgewicht |
| Gella Vandecaveye                 | Judo     | Damen, Halbmittelgewicht  |
| Els Callens & Dominique Van Roost | Tennis   | Damen, Doppel             |

## Teilnehmer nach Sportarten

### Badminton
- Ruud Kuijten
Herren, Einzel: 2. Runde

### Bogenschießen
- Nico Hendrickx
Herren, Einzel: 27. Platz

### Gewichtheben
- François Demeure
Herren, Leichtgewicht (bis 69 kg): 12. Platz

- Ingeborg Marx
Damen, Leichtgewicht (bis 58 kg): 11. Platz

### Judo
- Inge Clement
Damen, Halbleichtgewicht (bis 52 kg): 1. Runde

- Marisabel Lomba
Damen, Leichtgewicht (bis 57 kg): 9. Platz

- Brigitte Olivier
Damen, Schwergewicht (über 78 kg): 9. Platz

- Heidi Rakels
Damen, Halbschwergewicht (bis 78 kg): 5. Platz

- Ann Simons
Damen, Superleichtgewicht (bis 48 kg): Bronze

- Cédric Taymans
Herren, Superleichtgewicht (bis 60 kg): 2. Runde

- Harry Van Barneveld
Herren, Schwergewicht (über 100 kg): 9. Platz

- Gella Vandecaveye
Damen, Halbmittelgewicht (bis 63 kg): Bronze

- Ulla Werbrouck
Damen, Mittelgewicht (bis 70 kg): 5. Platz

### Kanu
- Bob Maesen
Herren, Einer-Kajak 1000 Meter: Halbfinale

### Leichtathletik
- Veerle Dejaeghere
Damen, 1500 Meter: Vorläufe

- Thibaut Duval
Herren, Stabhochsprung: 22. Platz in der Qualifikation

- Nathan Kahan
Herren, 800 Meter: Vorläufe

- Mohammed Mourhit
Herren, 10.000 Meter: DNF (Finale)

- Jonathan N’Senga
110 Meter Hürden: Vorläufe

- Erik Nys
Weitsprung: 37. Platz in der Qualifikation

- Marleen Renders
Damen, Marathon: DNF

- Sandra Stals
Damen, 800 Meter: Vorläufe

- Jo Van Daele
Herren, Diskuswurf: 22. Platz in der Qualifikation

### Radsport
- Nico Mattan
Herren, Straßenrennen: 32. Platz

- Axel Merckx
Herren, Straßenrennen: 12. Platz

- Etienne De Wilde
Herren, Madison: Silber

- Matthew Gilmore
Herren, Punkterennen: 15. Platz
Herren, Madison: Silber

- Filip Meirhaeghe
Herren, Mountainbike, Cross Country: Silber

- Roel Paulissen
Herren, Mountainbike, Cross Country: 19. Platz

- Cindy Pieters
Damen, Straßenrennen: 20. Platz

- Heidi Van De Vijver
Damen, Straßenrennen: 8. Platz

- Peter Van Den Abeele
Herren, Mountainbike, Cross Country: DNF

- Peter Van Petegem
Herren, Straßenrennen: 78. Platz

- Rik Verbrugghe
Herren, Straßenrennen: 70. Platz

- Vanja Vonckx
Damen, Straßenrennen: 40. Platz

- Marc Wauters
Herren, Straßenrennen: 66. Platz

### Reiten
- Carl Bouckaert, Karin Donckers, Kurt Heyndrickx & Constantin Van Rijckevorsel
Vielseitigkeit, Mannschaft: 9. Platz

- Ludo Philippaerts
Springreiten, Einzel: 4. Platz

- Bruno Goyens de Heusch
Vielseitigkeit, Einzel: DNF

### Rudern
- Arnaud Duchesne, Luc Goiris, Björn Hendrickx & Stijn Smulders
Herren, Doppelvierer: 9. Platz

### Schießen
- Anne Focan
Damen, Trap: 4. Platz
Damen, Doppel-Trap: 7. Platz

### Segeln
- Philippe Bergmans
Herren, Laser: 16. Platz

- Min Dezillie
Damen, Europe: 6. Platz

- Sébastien Godefroid
Herren, Finn Dinghy: 7. Platz

- Sigrid Rondelez
Damen, Windsurfen: 16. Platz

### Schwimmen
- Brigitte Becue
Damen, 100 m Brust: 9. Platz
Damen, 200 m Brust: 21. Platz
Damen, 4 × 100 m Lagen Staffel: 11. Platz

- Tine Bossuyt
Damen, 100 m Freistil: 35. Platz
Damen, 4 × 100 m Freistil Staffel: 11. Platz

- Liesbet Dreesen
Damen, 50 m Freistil: 28. Platz
Damen, 4 × 100 m Freistil Staffel: 11. Platz

- Fabienne Dufour
Damen, 100 m Schmetterling: 23. Platz
Damen, 4 × 100 m Lagen Staffel: 11. Platz
Damen, 4 × 200 m Freistil Staffel: 12. Platz

- Yseult Gervy
Damen, 200 m Rücken: 22. Platz
Damen, 200 m Lagen: 14. Platz
Damen, 400 m Lagen: 18. Platz
Damen, 4 × 200 m Freistil Staffel: 12. Platz

- Sofie Goffin
Damen, 400 m Freistil: 20. Platz
Damen, 4 × 100 m Freistil Staffel: 11. Platz
Damen, 4 × 200 m Freistil Staffel: 12. Platz

- Nina Van Koeckhoven
Damen, 200 m Freistil: 22. Platz
Damen, 4 × 100 m Freistil Staffel: 11. Platz
Damen, 4 × 200 m Freistil Staffel: 12. Platz
Damen, 4 × 100 m Lagen Staffel: 11. Platz

- Sofie Wolfs
Damen, 100 m Rücken: 27. Platz
Damen, 4 × 100 m Lagen Staffel: 11. Platz

- Thierry Wouters
Herren, 50 m Freistil: 39. Platz
Herren, 100 m Freistil: 32. Platz

### Tennis
- Sabine Appelmans
Damen, Einzel: Achtelfinale

- Els Callens
Damen, Einzel: 2. Runde
Damen, Doppel: Bronze

- Dominique Van Roost
Damen, Einzel: Viertelfinale
Damen, Doppel: Bronze

### Tischtennis
- Jean-Michel Saive
Herren, Einzel: Achtelfinale
Herren, Doppel: Vorrunde

- Philippe Saive
Herren, Einzel: Sechzehntelfinale
Herren, Doppel: Vorrunde

### Triathlon
- Kathleen Smet
Damen, olympische Distanz: 16. Platz

- Mieke Suys
Damen, olympische Distanz: DNF (Aufgabe beim Radfahren)

### Turnen
- Sigrid Persoon
Damen, Einzelmehrkampf: 43. Platz in der Qualifikation
Damen, Boden: 54. Platz in der Qualifikation
Damen, Pferdsprung: 18. Platz in der Qualifikation
Damen, Schwebebalken: 67. Platz in der Qualifikation
Damen, Stufenbarren: 63. Platz in der Qualifikation